# ディトゥアー 〜回り道〜
『ディトゥアー 〜回り道〜』（Shine）は、シンディ・ローパーが2016年にリリースした11枚目のスタジオ・アルバム。発売元はサイアー・レコード。

## 概要
カントリー界の重鎮トニー・ブラウンをプロデューサーに迎え、ナッシュヴィルで録音したシンディ初のカントリー・アルバム。エグゼグティヴ・プロデューサーにはサイアー・レコードの設立者の一人であるシーモア・スタインが就いた。

## 収録曲
| #   | タイトル                                                                                | 作詞 | 作曲・編曲 |
| --- | --------------------------------------------------------------------------------------- | ---- | ---------- |
| 1.  | 「ファネル・オブ・ラヴ （恋のとりこ）」                                                 |      |            |
| 2.  | 「ディトゥアー〜回り道〜 （Featuring エミルー・ハリス）」                               |      |            |
| 3.  | 「ミスティ・ブルー」                                                                    |      |            |
| 4.  | 「ウォーキン・アフター・ミッドナイト （夜更けに歩けば）」                               |      |            |
| 5.  | 「恋はつらいね」                                                                        |      |            |
| 6.  | 「この世の果てまで」                                                                    |      |            |
| 7.  | 「ナイト・ライフ （Featuring ウィリー・ネルソン）」                                     |      |            |
| 8.  | 「ベギング・トゥ・ユー」                                                                |      |            |
| 9.  | 「ユーアー・ザ・リーズン・アワー・キッズ・アー・アグリー （Featuring ヴィンス・ギル）」 |      |            |
| 10. | 「アイ・フォール・トゥ・ピーセス」                                                      |      |            |
| 11. | 「カウボーイの恋人になりたいの （Featuring ジュエル）」                                 |      |            |
| 12. | 「ハード・キャンディ・クリスマス （Featuring アリソン・クラウス）」                     |      |            |